# Johann Friedrich Weisse

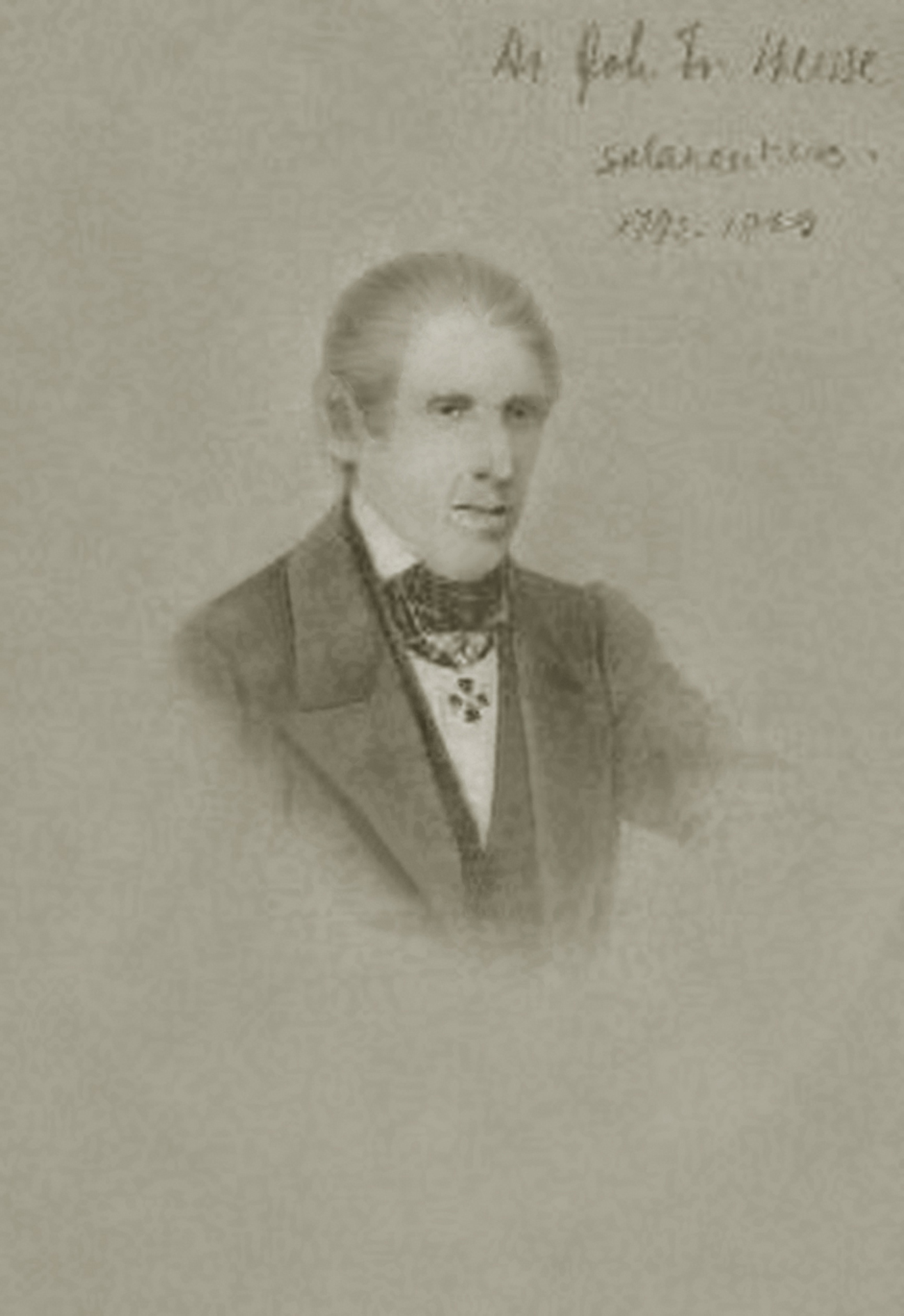
Johann Friedrich Weisse (vor 1869)

Johann Friedrich Weisse, später von Weisse, (teilweise auch Weiße; * 22. Februar 1792 in Reval, Russisches Kaiserreich; † 5. August 1869 ebenda) war ein russischer, deutschbaltischer Kinderarzt.

## Leben
Weisse war Sohn eines Weißgerbers. Er besuchte von 1806 bis 1810 das Gouvernement-Gymnasiums Reval. 1811 nahm er an der Kaiserlichen Universität Dorpat das Studium der Medizin auf, das er dort 1815 mit der Promotion zum Dr. med. mit der Dissertation De pathologia consensus abschloss. Während des Studiums war er 1812/1813 als Krankenpfleger in den Kriegslazaretten in Riga tätig. Weisse reiste als junger Arzt von 1815 bis 1819 zu Studienzwecken durch Europa. In Berlin war er bei Christoph Wilhelm Hufeland, Ernst Horn und Karl Christian Wolfart, in Göttingen bei Johann Friedrich Blumenbach, in Jena bei Lorenz Oken sowie in Wien bei Leopold Anton Gölis.
Weisse kam 1819 nach Reval zurück, bevor er sich 1820 als praktischer Arzt in Sankt Petersburg niederließ. Dort hatte er von 1820 bis 1846 das Amt des Arztes des Stadtgefängnisses inne sowie das Amt des Schularztes mehrerer Gymnasien der Stadt. Außerdem war er von 1835 bis 1865 Oberarzt und Direktor des Nikolaj-Kinderhospitals Nr. 1 und kaiserlicher Leibmedikus. Zu seinem 50. Doktoratsjubiläum trat er in den Ruhestand. Was ihm seine ganze Laufbahn als Mediziner verwehrt blieb, trotz der hohen Anerkennung seines Tuns, war eine akademische Lehrstelle. Von 1829 bis 1834 war er zudem Sekretär und von 1864 bis 1866 Direktor der Deutschen Ärztlichen Vereinigung in St. Petersburg.
Weisse ging 1865/1866 nach Italien auf Studienreise und ließ sich dann wieder in Reval nieder.

## Ehrungen
Weisse erhielt eine Vielzahl von Auszeichnungen und Orden, darunter des Sankt-Stanislaus-Ordens I. Klasse, des Ordens des Heiligen Wladimir III. Klasse und des Ordens der Heiligen Anna II. Klasse. Bereits 1814 wurde ihm für eine gelöste Preisaufgabe die silberne Medaille zuerkannt. Der Ehrentitel Hofrat folgte zehn Jahre später 1824. 1843 erhielt er den Titel Wirklicher Staatsrat, später wurde er noch Geheimrat und mit der Erhebung in den Adelsstand ausgezeichnet.
Weisse war außerdem Mitglied diverser gelehrter Gesellschaften. Darunter ab 1855 als korrespondierendes Mitglied der Russischen Akademie der Wissenschaften sowie ab dem 1. August 1859 der Deutschen Akademie der Naturforscher Leopoldina als Nr. 1902 mit dem Beinamen Pallas II.

## Werke (Auswahl)
- De pathologia consensus, Dorpat 1815.
- Erfahrungen über arzneiverständige Somnambule nebst einigen Versuchen mit einer Wasserfühlerin, Berlin 1819.
- Paris und London für den Arzt, besonders in Rücksicht der öffentlichen Kranken- und Verpflegungsanstalten, St. Petersburg und Halle 1821 (Nur Band 1 zu Paris; Band 2 blieb als handschriftliches Manuskript unveröffentlicht).
- Zur Oologie der Räderthiere, St. Petersburg 1862.
- Verzeichniss aller von mir in einem 30-jährigen Zeitraume zu St.Petersburg beobachteten Infusorien, Bacillarien und Räderthiere. Moskau, 1863.
- Ob Thier ob Pflanze, St. Petersburg 1868.